# Nick Proschwitz
Nick Proschwitz (Weißenfels, 28 novembre 1986) è un ex calciatore tedesco, di ruolo attaccante.

## Palmarès

### Club

#### Competizioni nazionali
- Coppa del Liechtenstein: 1

Vaduz: 2009-2010

### Individuale
- Capocannoniere della Challenge League: 1

2009-2010 (23 reti)